# Košarkarski klub Koper
Il Košarkarski Klub Koper fu un club di pallacanestro jugoslavo e, successivamente, sloveno di Capodistria.
Fondato nel 1926, cessò di esistere nel 2010.
Fino al 1992 militò nel campionato jugoslavo e, dopo tale data, in quello campionato sloveno.
Disputava le partite interne nella Arena Bonifika, che ha una capacità di 3.500 spettatori.